# La Mano Invisible
La Mano Invisible es una nave estelar de combate y carga en el universo ficticio de Star Wars propiedad de la Federación de Comercio y comandada por el General Grievous.

## Características
Fabricada por Quarren exiliados del planeta Mon Calamari agrupados en la corporación de Ingenieros libres Voluntarios de Dac (Free Dac Volunteers Engineering Corps) junto con la organización de Muelles de Pammant
La nave fue cubierta con armas de gran alcance, incluyendo torretas turbolaser cuádruples, cañones duales láser, cañones ion, tubos de torpedos de protones y cañones del fuego antiaéreo. Cada tiro de los cañones ion lanzaba bombas de 4.8 megaton.
Fue ampliamente modificado por la Confederación de Sistemas Independientes para servir de nave insignia al Conde Dooku y el General Grievous.

## Historia
Creada originalmente para el servicio de la Federación de Comercio cuando está empezó a usar la fuerza no solo para defender su flota. Nute Gunray utilizó esta nave como su nave insignia.
Después, al entrar a la Confederación de Sistemas Independientes, asignaron sus naves de este tipo “Providencia portador y destructor”, incluyendo la Mano Invisible, a la armada de la Confederación. Incluyendo la tripulación originaria de Cato Neimoidia, y al capitán Lushros Dofine.
El Conde Dooku al inicio de la Crisis Separatista era el encargado de atraer sistemas de forma diplomática. Cuando la Guerra inició la diplomacia terminó y La Mano Invisible fue la nave asignada al General Grievous para tomar planetas por la fuerza, estos ubicados en el borde exterior u otros planetas poco protegidos por las fuerzas de la república. 
Entonces se hicieron modificaciones especiales para que como nave insignia de la Confederación sobresaliera de las demás naves de este tipo. La zona de reactores fue modificada para proveer más espacio al hangar, así podía servir mejor para carga de naves de guerra y embarcaciones para invasiones.
La aleta dorsal donde se llevan las comunicaciones y censores fue modificada (rediseñando una torre en la parte trasera) para dar lugar a espaciosos cuarteles que fueron usados por el Conde Dooku, -desde donde podía preparar su campaña separatista- y también por el General Grievous -donde tenía un centro de comandos que desplegaba informaciones tácticas-.
Fue allí donde Palpatine fue llevado cautivo durante la batalla de Coruscant.
El Puente de la nave estaba ubicado en la parte frontal de la nave sobre una plataforma con grandes ventanas panorámicas desde donde la silla del capitán tenía una muy buena vista
La mano Invisible vio acción en muchas batallas importantes como Belderone, Humbarine, Duro y por supuesto Coruscant.
Pronto su fama se extendió por haber sido el verdugo de varias naves de la República (naves tipo Venator). Aprovechando esta situación se usaron otras naves similares como Lucid Voice y Colicoid Swuarm para confundir a otros mundos de la república y aterrorizarlos.

## La Batalla de Coruscant
Con la caída del planeta Duro, la flota estaba ubicada muy cerca de Corellia, la siguiente acción de guerra notable era entrar y atacar la parte central de la galaxia, La República se preparó pero con el apoyo de Darth Sidious, el cual de alguna manera le dio las rutas secretas de navegación usadas por la República Galáctica y los Jedi. Así la flota separatista pasó sin problemas a través del interior de la galaxia hasta llegar de forma sorpresiva al planeta Coruscant y atacar las defensas las cuales no estaban preparadas. 
Los Separatistas Invadieron el planeta, pero era un señuelo, la verdadera intención era capturar al entonces Canciller Supremo Palpatine, la cual fue realizada de forma exitosa por el General Grievous y sus guardaespaldas droides.
Palpatine fue llevado a la torre de comandos ubicada en la parte de atrás del Mano Invisible. Entonces Los caballeros Jedi Anakin Skywalker y Obi-Wan Kenobi fueron comisionados para rescatarlos.
Pero antes tuvieron que escapar del ataque de naves droides caza tipo buitre que rodeaban la nave para protegerla, Anakin tuvo que disparar a los controles del escudo protector del hangar, al cual lograron entrar justo cuando se estaban cerrando la puerta principal del hangar.
Después de destruir los soldados droides que estaban en el interior R2-D2 se conectó a la computadora de la nave y obtuvo la ruta para llegar a Palpatine. Subieron por los elevadores de la torre hasta donde llegaron a rescatar al Canciller (ocurren varias problemas en el trayecto) enfrentándose primero al Conde Dooku el cual los estaba esperándoles, pero fue derrotado y asesinado por Skywalker a sugerencia del mismo Palpatine.
Después de rescatarlo se enfrentaron a droides de combate y al verse rodeados fueron llevados cautivos hasta el Puente donde los esperaba el General Grievous. En un movimiento sorpresivo se liberaron y combatieron a sus guardaespaldas droides y al General, el cual escapó rompiendo los cristales del puente y huyendo en una de las múltiples cápsulas de escape.
Durante la batalla de Coruscant los Separatistas dañaron las comunicaciones del planeta de tal manera que la Armada de la República que ya estaban en el espacio de Coruscant no se enteraron de la misión de los caballeros Jedi para rescatar al Canciller. Bloquearon el escape del Mano Invisible y siguieron con el ataque como lo hacían con todas las otras naves de la Confederación.
Así la Nave de la República Guarlara terminó dando el cañonazo que dañó de forma definitiva la nave. En este momento había escapado Grievous y los tripulantes Neimoidianos ya habían escapado, se encontraban R2-D2, Palpatine, Obi-Wan y Anakin, el cual tomó control de la nave y contra todos los pronósticos logró llevar a todos sanos y salvos con solo la mitad de la nave, aterrizando en la zona industrial de Coruscant, donde quedó esta totalmente reducida a chatarra.

## Entre bastidores
- La torre de controles hace recordar la Torre del Mago[2] Saruman en la película El Señor de los Anillos donde actuó Christopher Lee, así entonces en ambas películas el personaje que este interpretó terminó su participación en su correspondiente torre.
- Hubo varias escenas en la película Episodio III que finalmente no salieron y otras que salen en el videojuego.

## Apariciones
- Labyrinth of Evil
- Star Wars Episodio III: La Venganza de los Sith
- Cómic de La Venganza de los Sith
- Novelización de La Venganza de los Sith
- Star Wars Episodio III: La Venganza de los Sith (videojuego)
- LEGO Star Wars: The Video Game
- Dark Lord: The Rise of Darth Vader